# Struthiosaurus
Struthiosaurus („pštrosí ještěr“) byl rod nodosauridního "obrněného" dinosaura, žijícího koncem křídového období na území dnešního Rakouska, Rumunska, Maďarska a Francie.

## Popis
Odhady délky tohoto tyreofora jsou různé, ale většinou se udávají kolem 3 až 4 metrů. Hmotnost pak činila asi 130 až 300 kilogramů. Podle studie z roku 2020 dosahoval tento ankylosaur hmotnosti kolem 128 kilogramů. Struthiosaurus byl tedy velmi malý tyreofor, ve srovnání se svými obřími příbuznými, jako byl například severoamerický rod Ankylosaurus.
Rod Struthiosaurus byl formálně popsán v roce 1871 rakouským paleontologem Emanuelem Bunzelem a mnoho různých fosilií bylo od té doby pod něj řazeno, mnohdy však nesprávně. Dnes rozeznáváme tři platné druhy tohoto rodu: S. austriacus Bunzel, 1871; S. transylvanicus Nopcsa, 1915 (součást fauny ostrova Haţeg) a S. languedocensis Garcia a Pereda-Suberbiola, 2003. Spolu s rodem Hungarosaurus Osi, 2005 jde o jediné dosud známé zástupce kladu Ankylosauria v Evropě. Dosud nepopsaný druh tohoto rodu je znám také ze souvrství Csehbánya na území Maďarska.
Výzkum mozkovny tohoto dinosaura ukázal, že se jednalo o poměrně těžkopádného a velmi špatně slyšícího (či dokonce hluchého) obrněného býložravce.
Blízce příbuznými rody struthiosaura jsou rody Europelta a Hungarosaurus, náležející do společného kladu Struthiosaurinae.

### Česká literatura
- SOCHA, Vladimír (2020). Pravěcí vládci Evropy. Kazda, Brno. ISBN 978-80-88316-75-6. (str. 95-97)